# Троянки (Сенека)
«Троя́нки» (лат. Troades) — трагедия римского писателя Луция Аннея Сенеки Младшего на сюжет из греческой мифологии. Её текст полностью сохранился.

## Сюжет
В «Троянках» Сенеки совмещены события из двух трагедий Еврипида — «Гекуба» и «Троянки». При этом влияние греческого оригинала не так велико, как в других пьесах Сенеки. Действие трагедии происходит после взятия Трои. Ветры мешают ахейцам плыть домой; тень Ахилла требует от вождей ахейцев принести ему в жертву царевну Поликсену. Из-за этого происходит столкновение между сыном Ахилла Неоптолемом и Агамемноном, протестующим против жертвоприношения. Калхант объявляет, что жертва неизбежна и что вместе с Поликсеной нужно убить и Астианакса (сына Гектора). Последнего Одиссей сбрасывает с троянской стены, а Поликсену убивает Неоптолем на могиле своего отца. После этого ахейцы могут отправляться домой.
В трагедии отразился особый, характерный для римлян взгляд на Троянскую войну. Поскольку троянцы были легендарными предками римлян, Троя стала в римской литературе «мифологическим Римом» а её враги — прообразами врагов Рима. Так, на первый план среди вождей ахейцев у Сенеки выходит Неоптолем-Пирр, на которого отчасти переносятся черты его далёкого потомка того же имени, воевавшего с Римом спустя почти тысячу лет.

## Судьба пьесы
О времени создания «Троянок», как и других трагедий Сенеки, ничего не известно. Одни исследователи относят пьесы к раннему периоду творчества Луция Аннея, другие — к позднему. Предположительно эти произведения создавались не для постановки на сцене, а для чтения. Из более поздних античных авторов их упоминает только Квинтилиан. В эпоху Средних веков и Раннего Нового времени трагедии Сенеки были единственными произведениями античной драматургии, которые знала европейская публика, они существенно повлияли на становление европейской литературы (в том числе на творчество Уильяма Шекспира и Жана Расина). Начиная с XVIII века их подвергают жёсткой критике за риторичность, дефицит действия, вторичность по сравнению с трагедиями афинских классиков. Наряду с этим есть и другой взгляд на пьесы Сенеки — как на уникальный литературный памятник, появившийся на очередном этапе освоения классического культурного наследия.

## Издание на русском языке
- Сенека. Троянки. Перевод С.А. Ошерова // Сенека. Трагедии. М.: Наука, 1983. С. 99—115.